# John Lockwood Kipling
John Lockwood Kipling (geboren am 6. Juli 1837 in Pickering, North Yorkshire; gestorben am 26. Januar 1911 in Tisbury, Wiltshire) war ein englischer Architekturbildhauer, Illustrator und Autor. Er war der Vater von Rudyard Kipling.

## Leben
Kipling war das älteste Kind des methodistischen Pfarrers Joseph Kipling (1805–1862) und dessen Frau Frances (geborene Lockwood), der Tochter eines Baumeisters und Architekten aus Cleveland. Er besuchte die Woodhouse Grove School nahe Bradford. Eine Reise zur Weltausstellung in London weckte sein Interesse für Kunst und Handwerk. Kipling wurde Lehrling in einer Keramikfirma und besuchte Abendkurse in Töpfereien, wo Hugues Protât einer seiner Lehrer war. Er kam 1859 nach London und arbeitete dort zunächst in Gemeinschaft mit den Bildhauern John Birnie Philip und John Thomas. Anschließend war er als Architekturbildhauer Assistent von Godfrey Sykes, der an der äußeren Terrakottadekoration des South Kensington Museums, des zukünftigen Victoria and Albert Museums arbeitete. Nach seiner Vermählung verließ er 1865 mit seiner Frau England und trat als Lehrer in die von Jamsetjee Jejeebhoy neu gegründete „School of Art“ in Bombay in Britisch-Indien ein. Die School of Art hatte eine Architekturabteilung. Kipling und die unter seiner Leitung arbeitenden Studenten fertigten Skulpturen für einige der großen Gebäude des späten 19. Jahrhunderts. Von 1875 bis 1893 war er der erste Rektor der „Mayo School of Arts“ (heute Pakistans Nationale Kunsthochschule) und Kurator des Lahore Museum im heutigen Pakistan. Er war ein geschickter Künstler, der mit unterschiedlichen Medien arbeitete und besaß außergewöhnliche Kenntnisse in der orientalischen Kunst. 1891 veröffentlichte er das reich illustrierte Werk Beast and Man in India und setzte sich entgegen dem imperialistischen, verwestlichenden Trend seiner Zeit für die Förderung der traditionellen indischen Kunst und Architektur ein. Er erhielt von Königin Victoria beauftragt, Entwürfe für den „Durbar Room“ im Osborne House anzufertigen.
Über mehrere Jahre bereiste Kipling die nördlichen Provinzen Indiens und dokumentierte die Arbeit der lokalen Handwerker als Kulturerhaltungsprojekt. Er schuf damit einzigartige Aufzeichnung der indischen Handwerksbräuche des 19. Jahrhunderts. Für seine Enkelkinder fertigte er kleine illustrierte Bilderbücher. 1893 zog er sich mit seiner Frau nach Tisbury in Wiltshire zurück, wo er 1911 kurz nach ihr starb.

## Familie
Kipling war seit 1865 mit Alice (geborene Macdonald) verheiratet, die aus Birmingham stammte und deren eine Schwester mit dem Maler Edward Burne-Jones, eine andere mit dem Maler Edward Poynter und eine dritte mit dem Politiker Stanley Baldwin verheiratet waren, die somit seine Schwager waren. Er verbrachte einen Großteil seines Lebens in Britisch-Indien. Hier wurde sein Sohn Rudyard geboren, der als Schriftsteller Das Dschungelbuch verfasste, das der Vater illustrierte. Er hatte drei Enkelkinder aus der Ehe seines Sohnes: Josephine (1892–1899), John (um 1897 – 1915) und Elsie (1896–1976, später mit dem Diplomaten George Bambridge verheiratet). Kiplings Frau kehrte 1868 in die Heimat zurück, wo Tochter Alice geboren wurde. Ein zweiter Sohn starb 1870, da er zu früh geboren wurde. Die Kinder wurden in England ausgebildet und erzogen.

## Auszeichnungen (Auswahl)
- 1887: Order of the Indian Empire (C.I.E.), die Auszeichnung wurde Kipling für seine Arbeit auf der Colonial and Indian Exhibition verliehen, die am 4. Mai 1886 in South Kensington eröffnet wurde.[3]

## Werke (Auswahl)
- Beast And Man In India. Macmillan & Co., London / New York 1904 (englisch, Textarchiv – Internet Archive).
- A Kipling abc. Macmillan, London 1979 (Bilderbuch für John Kipling).

Als Illustrator
- Rudyard Kipling: The Jungle Book. 1894 (englisch, Ausgabe von 1910 archive.org).
- Rudyard Kipling: The Second Jungle Book. The Century Co., New York 1895 (archive.org).
- Flora Annie Webster Steel: Tales of the Punjab : told by the people. Macmillan, London 1917 (archive.org).